# William Clark-Kennedy
William Hew Clark-Kennedy, né le 3 mars 1879 en Écosse et mort le 25 octobre 1961 au Québec, est un soldat canadien né au Royaume-Uni. Il est récipiendaire de la croix de Victoria, la plus haute récompense pour bravoure face à l'ennemi des forces du Commonwealth.

## Biographie
William Hew Clark-Kennedy est né le 3 mars 1879 à Dunskey dans le Kirkcudbrightshire en Écosse.
Au moment des faits qui lui valurent la croix de Victoria, il était âgé de 39 ans et était le lieutenant-colonel commandant le 24e Bataillon (Victoria Rifles of Canada) du CEC durant la Première Guerre mondiale. Les 27 et 28 août 1918 sur la ligne entre Fresnes et Rouvroy en France, la brigade au sein de laquelle le bataillon du lieutenant-colonel Clark-Kennedy a subi de nombreuses pertes. En encourageant les soldats sous son commandement et en contrôlant leur direction tout en ramassant des soldats isolés des unités adjacentes, il a permis à toute la brigade d'avancer. Le jour suivant, il a été sévèrement blessé, mais, malgré une douleur intense et la perte de sang, il a refusé d'être évacué jusqu'à ce que son unité ait atteint une position à partir de laquelle l'avance pouvait être continuée.
William Clark-Kennedy est inhumé dans le cimetière Mont-Royal à Montréal au Québec.

## Distinctions
- Ordre du Service distingué

## Annexe